# Quichuana quixotea
Quichuana quixotea är en tvåvingeart som beskrevs av Hull 1946. Quichuana quixotea ingår i släktet Quichuana och familjen blomflugor.
Artens utbredningsområde är Colombia. Inga underarter finns listade i Catalogue of Life.